# Visite à Hokusai
Pour plus de détails, voir Fiche technique et Distribution.
Visite à Hokasai est un documentaire français réalisé par Jean-Pierre Limosin et sorti en 2014.

## Synopsis
Regards et commentaires sur le peintre japonais Katsushika Hokusai et sur la perception de son œuvre dans le Japon contemporain.

## Fiche technique
- Titre : Visite à Hokusai[1]
- Scénario : Jean-Pierre Limosin
- Réalisation : Jean-Pierre Limosin
- Photographie : Julien Hirsch
- Son : Nobuyuki Kikuchi
- Montage : Guillaume Darras et Junko Watanabe
- Musique : Xavier Jamaus
- Production : Zadig Productions - Arte France - RMN Grand Palais
- Pays d'origine :  France
- Genre : documentaire
- Durée : 52 minutes
- Date de sortie : France - 21 octobre 2014

## Distribution
- Fabrice Luchini : le narrateur